# Liste der Plenarvorträge auf den Internationalen Mathematikerkongressen
Die Liste der Plenarvorträge auf den Internationalen Mathematikerkongressen listet die Plenarvorträge auf den Internationalen Mathematikerkongressen.
Bei russischen Vorträgen wird der Vortragstitel in der Übersetzungssprache der Vortragsbände angegeben.

## 1897 Zürich
- Henri Poincaré: Sur les rapports de l’analyse pure et de la physique mathématique
- Adolf Hurwitz: Über die Entwicklung der allgemeinen Theorie der analytischen Funktionen in neuerer Zeit
- Giuseppe Peano: Logica matematica
- Felix Klein: Zur Frage des höheren mathematischen Unterrichts

## 1900 Paris
- Moritz Cantor: L’historiographie des mathématiques
- David Hilbert: Mathematische Probleme (siehe Hilbertsche Probleme)
- Gösta Mittag-Leffler: Une page de la vie de Weierstrass
- Vito Volterra: Betti, Brioschi, Casorati – Trois analystes italiens et trois manières d’envisager les questions d’analyse

## 1904 Heidelberg
- Alfred George Greenhill: The mathematical theory of the top considered historically
- Paul Painlevé: Le problème moderne de l’intégration des équations différentielles
- Corrado Segre: La geometria d’oggidi e i suoi legami coll’analisi
- Wilhelm Wirtinger: Riemanns Vorlesungen über die hypergeometrische Reihe und ihre Bedeutung

## 1908 Rom
- Gaston Darboux: Les origines, les méthodes et les problèmes de la géométrie infinitésimale
- Walther von Dyck: Die Encyklopädie der mathematischen Wissenschaften
- Andrew Russell Forsyth: On the Present Condition of Partial Differential Equations of the Second Order as Regards Formal Integration
- Hendrik Antoon Lorentz: Le partage de l’énergie entre la matière pondérable et l’éther
- Gösta Mittag-Leffler: Sur la représentation arithmétique des fonctions analytiques générales d’une variable complexe
- Simon Newcomb: La théorie du mouvement de la lune: son histoire et son état actuel
- Émile Picard: La mathématique dans ses rapports avec la physique
- Henri Poincaré: L’avenir des mathématiques
- Giuseppe Veronese: La geometria non-archimedea
- Vito Volterra: Le matematiche in Italia nella seconda metà del secolo XIX

## 1912 Cambridge
- Maxime Bôcher: Boundary Problems in One Dimension.
- Émile Borel: Définition et domaine d’existence des fonctions monogènes uniformes.
- Ernest William Brown: Periodicities in the Solar System.
- Federigo Enriques: Il significato della critica dei principii nello sviluppo delle matematiche.
- Boris Borissowitsch Golizyn: The Principles of Instrumental Seismology.
- Edmund Landau: Gelöste und ungelöste Probleme aus der Theorie der Primzahlverteilung und der Riemannschen Zetafunktion.
- Joseph Larmor: On the Dynamics of Radiation.
- Henry Seely White: The Place of Mathematics in Engineering Practice.

## 1920 Straßburg
- Leonard Dickson: Some Relations between the Theory of Numbers and Other Branches of Mathematics.
- Joseph Larmor: Questions in Physical Interdetermination.
- Niels Erik Nørlund: Sur les équations aux différences finies.
- Charles-Jean de La Vallée Poussin: Sur les fonctions à variation bornée et les questions qui s’y rattachent.
- Vito Volterra: Sur l’enseignement de la physique mathématique et de quelques points d’analyse.

## 1924 Toronto
- Élie Cartan: La théorie des groupes et les recherches récentes de géométrie différentielle.
- Leonard Dickson: Outline of the Theory to Date of the Arithmetics of Algebras.
- Jean-Marie Le Roux, Considérations sur une équation aux dérivées partielles de la physique mathématique.
- James Pierpont: Non-Euclidean Geometry from Non-Projective Standpoint.
- Salvatore Pincherle: Sulle operazioni funzionali lineari.
- Francesco Severi: La géométrie algébrique.
- Carl Størmer: Modern Norwegian Researches on the Aurora Borealis
- William Henry Young: Some Characteristic Features of Twentieth Century Pure Mathematical Research.

## 1928 Bologna
- Luigi Amoroso: Le equazioni differenziali della dinamica economica.
- George David Birkhoff: Quelques éléments mathématiques de l’art.
- Émile Borel: Le calcul des probabilités et les sciences exactes.
- Guido Castelnuovo: La geometria algebrica e la scuola italiana.
- Maurice Fréchet: L’analyse générale et les espaces abstraits.
- Jacques Hadamard: Le développement et le rôle scientifique du calcul fonctionnel.
- David Hilbert: Probleme der Grundlegung der Mathematik
- Theodore von Kármán: Mathematische Probleme der modernen Aerodynamik.
- Nikolai Nikolajewitsch Lusin: Sur les voies de le théorie des ensembles.
- Roberto Marcolongo: Leonardo da Vinci: nella storia della matematica e della meccanica.
- Umberto Puppini: Le bonifiche in Italia.
- Leonida Tonelli: Il contributo italiano alla teoria delle funzioni di variabili reali.
- Oswald Veblen: Differential Invariants and Geometry.
- Vito Volterra: La teoria dei funzionali applicata ai fenomeni ereditari
- Hermann Weyl: Kontinuierliche Gruppen und ihre Darstellungen durch lineare Transformationen.
- William Henry Young: The Mathematical Method and Its Limitations.

## 1932 Zürich
- James Waddell Alexander: Some Problems in Topology.
- Sergei Bernstein: Sur les liaisons entre quantités aléatoires.
- Ludwig Bieberbach: Operationsbereiche von Funktionen.
- Harald Bohr: Fastperiodische Funktionen einer komplexen Veränderlichen.
- Constantin Carathéodory: Über die analytischen Abbildungen durch Funktionen mehrerer Veränderlicher.
- Torsten Carleman: Sur la théorie des équations intégrales linéaires et ses applications.
- Élie Cartan: Sur les espaces riemanniens symétriques.
- Rudolf Fueter: Idealtheorie und Funktionentheorie.
- Gaston Julia: Essai sur le développement de la théorie des fonctions de variables complexes.
- Karl Menger: Neuere Methoden und Probleme der Geometrie.
- Marston Morse: The Calculus of Variations in the Large.
- Rolf Nevanlinna: Über die Riemannsche Fläche einer analytischen Funktion.
- Emmy Noether: Hyperkomplexe Systeme in ihren Beziehungen zur kommutativen Algebra und zur Zahlentheorie.
- Wolfgang Pauli: Mathematische Methoden der Quantenmechanik.
- Frigyes Riesz: Sur l’existence de la dérivée des fonctions d’une variable réelle et des fonctions d’intervalle.
- Francesco Severi: La théorie générale des fonctions analytiques de plusieurs variables et la géométrie algébrique.
- Waclaw Sierpinski: Sur les ensembles de points qu’on sait définir effectivement.
- Julius Stenzel: Anschauung und Denken in der klassischen Theorie der griechischen Mathematik.
- Nikolai Grigorjewitsch Tschebotarjow: Die Aufgaben der modernen Galoisschen Theorie
- Georges Valiron: Le théorème de Borel-Julia dans la théorie des fonctions méromorphes.
- Rolin Wavre: L’aspect analytique du problème des figures planétaires.

## 1936 Oslo
- Lars Ahlfors: Geometrie der Riemannschen Flächen (Ahlfors war mit Jesse Douglas einer der Preisträger der ersten Fields-Medaille im selben Jahr)
- Stefan Banach: Die Theorie der Operationen und ihre Bedeutung für die Analysis.
- George David Birkhoff: On the Foundations of Quantum Mechanics.
- Vilhelm Bjerknes: New Lines in Hydrodynamics.
- Élie Cartan: Quelques aperçus sur le rôle de la théorie des groupes de Sophus Lie dans le développement de la géométrie moderne.
- Johannes van der Corput: Diophantische Approximationen.
- Maurice Fréchet: Mélanges mathématiques.
- Rudolf Fueter: Die Theorie der regulären Funktionen einer Quaternionenvariablen.
- Helmut Hasse: Über die Riemannsche Vermutung in Funktionenkörpern.
- Erich Hecke: Neuere Fortschritte in der Theorie der elliptischen Modulfunktionen.
- Louis Mordell: Minkowski’s Theorems and Hypotheses on Linear Forms.
- Otto Neugebauer: Über vorgriechische Mathematik und ihre Stellung zur griechischen.
- Jakob Nielsen: Topologie der Flächenabbildungen.
- Øystein Ore: The Decomposition Theorems of Algebra.
- Carl Wilhelm Oseen: Probleme der geometrischen Optik.
- Carl Ludwig Siegel: Analytische Theorie der quadratischen Formen.
- Carl Størmer: Programme for the Quantitative Discussion of Electron Orbits in the Field of a Magnetic Dipole, with Application to Cosmic Rays and Kindred Phenomena
- Oswald Veblen: Spinors and Projective Geometry.
- Norbert Wiener: Gap Theorems.

## 1950 Cambridge
- Abraham Adrian Albert: Power-Associative Algebras.
- Arne Beurling: On Null-Sets in Harmonic Analysis and Function Theory.
- Salomon Bochner: Laplace Operator on Manifolds.
- Henri Cartan: Problémes globaux dans la théorie des fonctions analytiques de plusieurs variables complexes.
- S. S. Chern: Differential Geometry of Fiber Bundles.
- Harold Davenport: Recent Progress in the Geometry of Numbers.
- Kurt Gödel: Rotating Universes in General Relativity Theory.
- William Vallance Douglas Hodge: The Topological Invariants of Algebraic Varieties.
- Heinz Hopf: Die n-dimensionalen Sphären und projektiven Räume in der Topologie.
- Witold Hurewicz: Homology and Homotopy.
- Shizuo Kakutani: Ergodic Theory.
- Marston Morse: Recent Advances in Variational Theory in the Large.
- John von Neumann: Shock Interaction and Its Mathematical Aspects.
- Joseph Ritt: Differential Groups.
- Adolphe Rome: The Calculation of an Eclipse of the Sun According to Theon of Alexandria.
- Laurent Schwartz: Théorie des Noyaux (Preisträger der Fields-Medaille im selben Jahr)
- Abraham Wald: Basic Ideas of a General Theory of Statistical Decision Rules.
- André Weil: Number Theory and Algebraic Geometry.
- Hassler Whitney: r-Dimensional Integration in n-Space.
- Norbert Wiener: Comprehensive View of Prediction Theory.
- Raymond Louis Wilder: The Cultural Basis of Mathematics.
- Oscar Zariski: The Fundamental Ideas of Abstract Algebraic Geometry.

## 1954 Amsterdam
- Pawel Sergejewitsch Alexandrow: Aus der mengentheoretischen Topologie der letzten zwanzig Jahren (russisch)
- Karol Borsuk: Sur l’élimination de phénomènes paradoxaux en topologie générale.
- Richard Brauer: On the Structure of Groups of Finite Order.
- David van Dantzig: Mathematical Problems Raised by the Flood Disaster 1953.
- Jean Dieudonné: Le calcul différentiel dans les corps de caractéristique p > 0.
- Israel Gelfand: Some Aspects of Functional Analysis and Algebra.
- Sydney Goldstein: On Some Methods of Approximation in Fluid Mechanics.
- Harish-Chandra: Representations of Semisimple Lie Groups.
- Børge Jessen: Some Aspects of the Theory of Almost Periodic Functions.
- Andrei Nikolajewitsch Kolmogorow: Théorie générale des systèmes dynamiques et mécanique classique (russisch, mit französischer Zusammenfassung)
- André Lichnerowicz: Les groupes d’holonomie et leurs applications.
- John von Neumann: On Unsolved Problems in Mathematics.
- Jerzy Neyman: Current Problems of Mathematical Statistics.
- Sergei Michailowitsch Nikolski: Einige Fragen der Approximation von Funktionen durch Polynome (russisch)
- Beniamino Segre: Geometry upon an Algebraic Variety.
- Eduard Stiefel: Recent Developments in Relaxation Techniques.
- Alfred Tarski: Mathematics and Metamathematics.
- Edward Charles Titchmarsh: Eigenfunction Problems Arising from Differential Equations.
- André Weil: Abstract versus Classical Algebraic Geometry.
- Kōsaku Yosida: Semigroup Theory and the Integration Problem of Diffusion Equations.

## 1958 Edinburgh
- Alexander Danilowitsch Alexandrow: Modern Development of Surface Theory.
- Nikolai Nikolajewitsch Bogoljubow, Wassili Sergejewitsch Wladimirow: On Some Mathematical Problems of Quantum Field Theory.
- Henri Cartan: Sur les fonctions de plusieurs variables complexes: les espaces analytiques.
- Claude Chevalley: La théorie des groupes algébriques.
- Samuel Eilenberg: Applications of Homological Algebra in Topology.
- William Feller: Some New Connections between Probability and Classical Analysis.
- Lars Gårding: Some Trends and Problems in Linear Partial Differential Equations.
- Alexander Grothendieck: The Cohomology Theory of Abstract Algebraic Varieties.
- Friedrich Hirzebruch: Komplexe Mannigfaltigkeiten.
- Stephen Cole Kleene: Mathematical Logic: Constructive and Non-Constructive Operations.
- Cornelius Lanczos: Extended Boundary Value Problems.
- Lew Semenowitsch Pontrjagin: Optimal Processes of Regulation. (russisch)
- Klaus Friedrich Roth: Rational Approximations to Algebraic Numbers (Preisträger der Fields-Medaille im selben Jahr)
- Menahem Max Schiffer: Extremum Problems and Variational Methods in Conformal Mapping.
- Norman Steenrod: Cohomology Operations and Symmetric Products.
- George Temple: Linearization and Delinearization.
- René Thom: Des variétés triangulées aux variétés différentiables (Preisträger der Fields-Medaille im selben Jahr)
- George Uhlenbeck: Some Fundamental Problems in Statistical Physics.
- Helmut Wielandt: Entwicklungslinien in der Strukturtheorie der endlichen Gruppen.

## 1962 Stockholm
- Lars Ahlfors: Teichmüller Spaces.
- Armand Borel: Arithmetic Properties of Linear Algebraic Groups.
- Alonzo Church: Logic, Arithmetic, and Automata.
- Eugene Dynkin: Markov Processes and Problems in Analysis. (russisch)
- Beno Eckmann: Homotopy and Cohomology Theory.
- Israel Gelfand: Automorphic Functions and the Theory of Representations. (russisch)
- Hans Grauert: Die Bedeutung des Levischen Problems für die analytische and algebraische Geometrie.
- Peter Henrici: Problems of Stability and Error Propagation in the Numerical Integration of Ordinary Differential Equations.
- Jean-Pierre Kahane: Transformées de Fourier des fonctions sommables.
- John Milnor: Topological Manifolds and Smooth Manifolds (Preisträger der Fields-Medaille im selben Jahr)
- M. H. A. Newman: Geometrical Topology.
- Louis Nirenberg: Some Aspects of Linear and Nonlinear Partial Differential Equations.
- Igor Schafarewitsch: Algebraic Number Fields. (russisch)
- Atle Selberg: Discontinuous Groups and Harmonic Analysis (Preisträger der Fields-Medaille 1950)
- Jean-Pierre Serre: Géométrie algébrique (Preisträger der Fields-Medaille 1954)
- Jacques Tits: Groupes simples et géométries associées.

## 1966 Moskau
- John Frank Adams: A Survey of Homotopy Theory.
- Michael Artin: The Étale Topology of Schemes.
- Michael Atiyah: Global Aspects of the Theory of Elliptic Differential Operators (Preisträger der Fields-Medaille im selben Jahr)
- Richard Bellman: Dynamic Programming and Modern Control Theory.
- Lennart Carleson: Convergence and Summability of Fourier Series.
- Nikolai Wladimirowitsch Jefimow (Efimov) Hyperbolic Problems in the Theory of Surfaces. (russisch)
- Harish-Chandra: Harmonic Analysis on Semisimple Lie Groups.
- Mark Krein: Analytic Problems and Results in the Theory of Linear Operators in Hilbert Space. (russisch)
- Bernard Malgrange: Théorie Locale des Fonctions Différentiables.
- Anatoli Iwanowitsch Malzew (Malcev): On Some Questions on the Border of Algebra and Logic. (russisch)
- Ilja Pjatetskij-Shapiro: Automorphic Functions and Arithmetic Groups. (russisch)
- Johann Schröder: Ungleichungen und Fehlerabschätzungen.
- Kurt Schütte: Neuere Ergebnisse der Beweistheorie.
- Stephen Smale: Differentiable Dynamical Systems (Preisträger der Fields-Medaille im selben Jahr)
- Charles M. Stein: Some Recent Developments in Mathematical Statistics.
- John Griggs Thompson: Characterizations of Finite Simple Groups (Preisträger der Fields-Medaille 1970)
- Iwan Matwejewitsch Winogradow, Alexei Georgijewitsch Postnikow: Recent Developments in Analytic Number Theory. (russisch)

## 1970 Nizza
- Alan Baker: Effective Methods in the Theory of Numbers (Preisträger der Fields-Medaille im selben Jahr)
- Raoul Bott: On Topological Obstructions to Integrability.
- William Browder: Manifolds and Homotopy Theory.
- S. S. Chern: Differential Geometry: Its Past and Its Future.
- Walter Feit: The Current Situation in the Theory of Finite Simple Groups.
- Israel Gelfand: The Cohomology of Infinite Dimensional Lie Algebras; Some Questions of Integral Geometry.
- Phillip Griffiths: A Transcendental Method in Algebraic Geometry.
- Lars Hörmander: Linear Differential Operators (Preisträger der Fields-Medaille 1962)
- Tosio Kato: Scattering Theory and Perturbation of Continuous Spectra.
- Howard Jerome Keisler: Model Theory.
- Guri Iwanowitsch Martschuk: Methods and Problems of Computational Mathematics.
- Lew Pontrjagin: Les Jeux différentiels linéaires.
- Elias M. Stein: Some Problems in Harmonic Analysis Suggested by Symmetric Spaces and Semi-Simple Groups.
- Richard Swan: Algebraic K-Theory.
- John T. Tate: Symbols in Arithmetic.
- C. T. C. Wall: Geometric Topology: Manifolds and Structures.

## 1974 Vancouver
- Wladimir Arnold: Critical Points of Smooth Functions.
- Heinz Bauer: Aspects of Modern Potential Theory.
- Enrico Bombieri: Variational Problems and Elliptic Equations (Preisträger der Fields-Medaille im selben Jahr)
- Gérard Debreu: Four Aspects of the Mathematical Theory of Economic Equilibrium.
- Pierre Deligne: Poids dans la cohomologie des variétés algébriques (Preisträger der Fields-Medaille 1978)
- George Duff: Mathematical Problems of Tidal Energy.
- Charles Fefferman: Recent Progress in Classical Fourier Analysis (Preisträger der Fields-Medaille 1978)
- James Glimm: Analysis over Infinite-Dimensional Spaces and, Applications to Quantum Field Theory.
- Heinz-Otto Kreiss: Initial Boundary Value Problems for Hyperbolic Partial Differential Equations.
- Jacques-Louis Lions: Sur la théorie du controle.
- Eric Milner: Transversal Theory.
- Daniel Quillen: Higher Algebraic K-Theory (Preisträger der Fields-Medaille 1978)
- Wolfgang M. Schmidt: Applications of Thue’s Method in Various Branches of Number Theory.
- Isadore Singer: Eigenvalues of the Laplacian and Invariants of Manifolds.
- Volker Strassen: Some results in algebraic complexity theory
- Dennis Sullivan: Inside and Outside Manifolds.
- Jacques Tits: On Buildings and their Applications.
- Anatoli Georgijewitsch Wituschkin: Coding of Signals with Finite Spectrum and Sound Recording Problems.

## 1978 Helsinki
- Lars Ahlfors: Quasiconformal Mappings, Teichmüller Spaces and Kleinian Groups.
- Alberto Calderón: Commutators, Singular Integrals on Lipschitz Curves and Applications.
- Alain Connes: Von Neumann Algebras (Preisträger der Fields-Medaille 1983)
- Robert Duncan Edwards: The Topology of Manifolds and Cell-Like Maps.
- Daniel Gorenstein: The Classification of Finite Simple Groups.
- Masaki Kashiwara: Micro-Local-Analysis.
- Alexander Alexandrowitsch Kirillow: Infinite-dimensional groups, their representations, orbits, invariants
- Robert Langlands: L-Functions and Automorphic Representations.
- Yuri Manin: Modular Forms and Number Theory.
- Sergei Petrowitsch Nowikow: Linear Operators and Integrable Hamiltonian Systems (Preisträger der Fields-Medaille 1970)
- Roger Penrose: The Complex Geometry of the Natural World.
- Wilfried Schmid: Representations of Semisimple Lie Groups.
- Albert Nikolajewitsch Schirjajew: Absolute Continuity and Singularity of Probability Measures in Functional Spaces.
- William Thurston: Geometry and Topology in Dimension Three (Preisträger der Fields-Medaille 1983)
- André Weil: History of Mathematics: Why and How.
- Shing-Tung Yau: The Role of Partial Differential Equations in Differential Geometry (Preisträger der Fields-Medaille 1983)

## 1983 Warschau
- Wladimir Arnold: Singularities of Ray Systems.
- Paul Erdős: Extremal Problems in Number Theory, Combinatorics, and Geometry.
- Wendell Fleming: Optimal Control of Markov Processes.
- Christopher Hooley: Some Recent Advances in Analytical Number Theory.
- Wu-Chung Hsiang: Geometric Applications of Algebraic K-Theory.
- Peter Lax: Problems Solved and Unsolved Concerning Linear and Non-Linear Partial Differential Equations.
- Wiktor Pawlowitsch Maslow: Non-Standard Characteristics in Asymptotical Problems.
- Barry Mazur: Modular Curves and Arithmetic.
- Robert MacPherson: Global Questions in the Topology of Singular Spaces.
- Aleksander Pełczyński: Structural Theory of Branch Spaces and Its Interplay with Analysis and Probability.
- Gilles Pisier: Finite rank projections on Banach spaces and a conjecture of Grothendieck
- David Ruelle: Turbulent Dynamical Systems.
- Mikio Satō: Monodromy Theory and Holonomic Quantum Fields – a New Link between Mathematics and Theoretical Physics.
- Yum-Tong Siu: Some Recent Developments in Complex Differential Geometry.

## 1986 Berkeley
- Louis de Branges: Underlying Concepts in the Proof of the Bieberbach Conjecture.
- Simon Donaldson: Geometry of Four Dimensional Manifolds (Preisträger der Fields-Medaille im selben Jahr)
- Gerd Faltings: Recent Progress in Arithmetic Algebraic Geometry (Preisträger der Fields-Medaille im selben Jahr)
- Frederick William Gehring: Quasiconformal Mappings.
- Michail Leonidowitsch Gromow: Soft and Hard Symplectic Geometry.
- Hendrik W. Lenstra: Efficient Algorithms in Number Theory.
- Richard Schoen: New Developments in the Theory of Geometric Partial Differential Equations.
- Arnold Schönhage: Equation Solving in Terms of Computational Complexity.
- Saharon Shelah: Classifying General Classes.
- Anatoli Skorochod: Random Processes in Infinite Dimensional Spaces.
- Stephen Smale: Complexity Aspects of Numerical Analysis.
- Elias M. Stein: Problems in Harmonic Analysis Related to Oscillatory Integrals and Curvature.
- Andrei Alexandrowitsch Suslin: Algebraic K-Theory of Fields.
- David Alexander Vogan: Representations of Reductive Lie Groups.
- Edward Witten: String Theory and Geometry.

## 1990 Kyoto
- Spencer Bloch: Algebraic K-Theory, Motives, and Algebraic Cycles.
- Stephen Cook: Computational Complexity of Higher Type Functions.
- Boris Feigin: Conformal Field Theory and Cohomologies of the Lie Algebra of Holomorphic Vector Fields on a Complex Curve.
- Andreas Floer: Elliptic Methods in Variational Problems.
- Yasutaka Ihara: Braids, Galois Groups, and Some Arithmetic Functions.
- Vaughan Jones: Von Neumann Algebras in Mathematics and Physics (Preisträger der Fields-Medaille im selben Jahr)
- László Lovász: Geometric Algorithms and Algorithmic Geometry.
- George Lusztig: Intersection Cohomology Methods in Representation Theory.
- Andrew Majda: The Interaction on Non-Linear Analysis and Modern Applied Mathematics.
- Gregori Margulis: Dynamical and Ergodic Properties of Subgroup Actions on Homogeneous Spaces with Applications to Number Theory (Preisträger der Fields-Medaille 1978)
- Richard Melrose: Pseudodifferential Operators, Corners and Singular Limits.
- Shigefumi Mori: Birational Classification of Algebraic Threefolds (Preisträger der Fields-Medaille im selben Jahr)
- Jakow Grigorjewitsch Sinai: Hyperbolic Billiards.
- Karen Uhlenbeck: Applications of Non-Linear Analysis in Topology.
- Alexander Nikolajewitsch Wartschenko (Varchenko): Multidimensional Hypergeometric Functions in Conformal Field Theory, Algebraic K-Theory, Algebraic Geometry.

## 1994 Zürich
- László Babai: Transparent Proofs and Limits to Approximation.
- Andrei Andrejewitsch Bolibruch: The Riemann-Hilbert problem and Fuchsian differential equations on the Riemann sphere.
- Jean Bourgain: Harmonic Analysis and Nonlinear Partial Differential Equations (Preisträger der Fields-Medaille im selben Jahr)
- John Horton Conway: Sphere Packings, Lattices, Codes, and Greed.
- Ingrid Daubechies: Wavelets and Other Phase Localization Methods.
- Jürg Fröhlich: The Fractional Quantum Hall Effect, ChernSimons Theory and Integral Lattices.
- Joseph B. Keller: Wave Propagation.
- Maxim Kontsevich: Homological Algebra of Mirror Symmetry (Preisträger der Fields-Medaille 1998)
- Pierre-Louis Lions: On Some Recent Methods for Nonlinear Partial Differential Equations (Preisträger der Fields-Medaille im selben Jahr)
- Bernadette Perrin-Riou: p-adic L-functions.
- Marina Ratner: Interactions between Ergodic Theory, Lie Groups and Number Theory.
- Paul Seymour: Progress on the Four-Colour Theorem.
- Clifford Henry Taubes: Anti-self Dual Geometry.
- S. R. Srinivasa Varadhan: Entropy Methods in Hydrodynamic Scaling.
- Wiktor Anatoljewitsch Wassiljew (Vassiliev): Topology of Discriminants and Their Complements.
- Dan Voiculescu: Free Probability Theory: Random Matrices and von Neumann Algebras.
- Andrew Wiles: Modular Forms, Elliptic Curves and Fermat’s Last Theorem.
- Jean-Christophe Yoccoz: Recent Developments in Dynamics (Preisträger der Fields-Medaille im selben Jahr)

## 1998 Berlin
- Jean-Michel Bismut: Local Index Theory and Higher Analytic Torsion.
- Christopher Deninger: Some Analogies Between Number Theory and Dynamical Systems on Foliated Spaces.
- Persi Diaconis: From Shuffling Cards to Walking Around the Building: An Introduction to Modern Markov Chain Theory.
- Giovanni Gallavotti: Chaotic Hypothesis and Universal Large Deviations Properties.
- Wolfgang Hackbusch: From Classical Numerical Mathematics to Scientific Computing.
- Helmut Hofer: Dynamics, Topology, and Holomorphic Curves.
- Ehud Hrushovski: Geometric Model Theory.
- Ian Macdonald: Constant Term Identities, Orthogonal Polynomials, and Affine Hecke Algebras.
- Stéphane Mallat: Applied Mathematics Meets Signal Processing.
- Dusa McDuff: Fibrations in Symplectic Topology.
- Tetsuji Miwa: Solvable Lattice Models and Representation Theory of Quantum Affine Algebras.
- Jürgen Moser: Dynamical Systems Past and Present.
- George Papanicolaou: Mathematical Problems in Geophysical Wave Propagation.
- Gilles Pisier: Operator Spaces and Similarity Problems.
- Peter Sarnak: L-Functions.
- Peter Shor: Quantum Computing.
- Karl Sigmund: The Population Dynamics of Conflict and Cooperation.
- Michel Talagrand: Huge Random Structures and Mean Field Models for Spin Glasses.
- Cumrun Vafa: Geometric Physics.
- Marcelo Viana: Dynamics: A Probabilistic and Geometric Perspective.
- Vladimir Voevodsky: A1-Homotopy Theory (Preisträger der Fields-Medaille 2002)

## 2002 Peking
- Noga Alon: Discrete Mathematics: Methods and Challenges.
- Douglas Arnold: Differential Complexes and Numerical Stability.
- Alberto Bressan: Hyperbolic Systems of Conservation Laws in One Space Dimension.
- Luis Caffarelli: Nonlinear Elliptic Theory and the Monge-Ampere Equation.
- Sun-Yung Alice Chang, Paul C. Yang: Non-linear Partial Differential Equations in Conformal Geometry.
- David Donoho: Emerging Applications of Geometric Multiscale Analysis.
- Ludwig Faddejew (Fadeev): Knotted Solitons.
- Shafi Goldwasser: Mathematical Foundations of Modern Cryptography: Computational Complexity Perspective.
- Uffe Haagerup: Random Matrices, Free Probability and the Invariant Subspace Problem Relative to a von Neumann Algebra.
- Michael J. Hopkins: Algebraic Topology and Modular Forms.
- Victor Kac: Classification of Supersymmetries.
- Harry Kesten: Some Highlights of Percolation.
- Frances Kirwan: Cohomology of Moduli Spaces.
- Laurent Lafforgue: Chtoucas de Drinfeld, Formule des Traces d’Arthur-Selberg et Correspondance de Langlands (Preisträger der Fields-Medaille im selben Jahr)
- David Mumford: Pattern Theory: The Mathematics of Perception (Preisträger der Fields-Medaille 1974)
- Hiraku Nakajima: Geometric Construction of Representations of Affine Algebras.
- Yum-Tong Siu: Some Recent Transcendental Techniques in Algebraic and Complex Geometry.
- Richard Taylor: Galois Representations.
- Gang Tian: Geometry and Nonlinear Analysis.
- Edward Witten: Singularities in String Theory (Preisträger der Fields-Medaille 1990)

## 2006 Madrid
- Percy Deift: Universality for Mathematical and Physical Systems.
- Jean-Pierre Demailly: Kähler Manifolds and Transcendental Techniques in Algebraic Geometry.
- Ronald DeVore: Optimal Computation.
- Yakov Eliashberg: Symplectic Field Theory and Its Applications.
- Étienne Ghys: Knots and Dynamics.
- Richard S. Hamilton: The Poincaré Conjecture.
- Henryk Iwaniec: Prime Numbers and L-functions.
- Iain M. Johnstone: High Dimensional Statistical Inference and Random Matrices.
- Kazuya Kato: Iwasawa Theory and Generalizations.
- Robert V. Kohn: Energy-Driven Pattern Formation.
- Ib Madsen: Moduli Spaces from a Topological Viewpoint.
- Arkadi Nemirovski: Advances in Convex Optimization: Conic Programming.
- Sorin Popa: Deformation and Rigidity for Group Actions and von Neumann Algebras.
- Alfio Quarteroni: Cardiovascular Mathematics.
- Oded Schramm: Conformally Invariant Scaling Limits: An Overview and a Collection of Problems.
- Richard P. Stanley: Increasing and Decreasing Subsequences and Their Variants.
- Terence Tao: The Dichotomy between Structure and Randomness, Arithmetic Progressions, and the Primes (Preisträger der Fields-Medaille im selben Jahr)
- Juan Luis Vázquez: Perspectives in Nonlinear Diffusion: Between Analysis, Physics, and Geometry.
- Michèle Vergne: Applications of Equivariant Cohomology.
- Avi Wigderson: P, NP, and Mathematics: A Computational Complexity Perspective.

## 2010 Hyderabad
- David Aldous: Exchangeability and Continuum Limits of Discrete Random Structures
- Artur Avila: Dynamics of Renormalization Operators
- R. Balasubramanian: Highly Composite
- Ngô Bao Châu: Endoscopy Theory of Automorphic Forms (Preisträger der Fields-Medaille im selben Jahr)
- Jean-Michel Coron: On the Controllability of Nonlinear Partial Differential Equations
- Irit Dinur: Probabilistically Checkable Proofs and Codes (PCP-Theorem)
- Hillel Fürstenberg: Ergodic Structures and Non-Conventional Ergodic Theorems
- Thomas J. R. Hughes: Isogeometric Analysis
- Peter Jones: Eigenfunctions and Coordinate Systems on Manifolds
- Carlos Kenig: The Global Behavior of Solutions to Critical Non-linear Dispersive Equations
- Stanley Osher: New Algorithms in Image Science
- Raman Parimala: Arithmetic of Linear Algebraic Groups over Two-dimensional Fields
- Alexei Nikolajewitsch Parschin (Parshin): Representations of Higher Adelic Groups and Arithmetics
- Peng Shige: Backward Stochastic Differential Equations, Nonlinear Expectations and Their Applications
- Kim Plofker: “Indian” Rules, “Yavana” Rules: Foreign Identity and the Transmission of Mathematics
- Nicolai Reshetikhin: On Mathematical Problems in Quantum Field Theory
- Richard Schoen: Riemannian Manifolds of Positive Curvature
- Claire Voisin: On the Cohomology of Algebraic Varieties
- W. Hugh Woodin: Strong Axioms of Infinity and the Search for V

## 2014 Seoul
- Ian Agol: Virtual properties of 3-manifolds
- James Arthur: L-functions and automorphic representations
- Manjul Bhargava: Rational points on elliptic and hyperelliptic curves (Preisträger der Fields-Medaille im selben Jahr)
- Alexei Borodin: Integrable probability
- Franco Brezzi: The great beauty of VEM’s
- Emmanuel Candès: Mathematics of sparsity (and a few other things)
- Demetrios Christodoulou: Hyperbolic P.D.E. and Lorentzian Geometry
- Alan Frieze: Random Structures and Algorithms
- Jean-François Le Gall: Random geometry on the sphere
- Ben Green: Approximate algebraic structure
- Jun Muk Hwang: Mori geometry meets Cartan geometry: Varieties of minimal rational tangents
- János Kollár: The structure of algebraic varieties
- Mikhail Lyubich: Analytic Low-Dimensional Dynamics: from dimension one to two
- Fernando Codá Marques: Minimal surfaces – variational theory and applications
- Frank Merle: Asymptotics for critical nonlinear dispersive equations
- Maryam Mirzakhani: (Vortrag ausgefallen) (Preisträgerin der Fields-Medaille im selben Jahr)
- Takuro Mochizuki: Wild harmonic bundles and twistor {\displaystyle {\mathcal {D}}}-modules
- Benoît Perthame: Some mathematical aspects of tumor growth and therapy
- Jonathan Pila: O-minimality and Diophantine geometry
- Vojtěch Rödl: Quasi-randomness and the regularity method in hypergraphs
- Vera Serganova: Finite dimensional representations of algebraic supergroups

## 2018 Rio de Janeiro
- Luigi Ambrosio (Calculus, heat flow and curvature-dimension bounds in metric measure spaces)
- Nalini Anantharaman (Delocalization of Schrödinger eigenfunctions)
- Sanjeev Arora (Mathematics of machine learning: An introduction)
- Ronald Coifman (Harmonic analytic geometry on subsets in high dimensions – Empirical models)
- Simon Donaldson (Some recent developments in Kähler geometry and exceptional holonomy)
- Catherine Goldstein (Long-term history and ephemeral configurations)
- Michael I. Jordan (Dynamical, symplectic and stochastic perspectives on gradient-based optimization)
- Gil Kalai (Three puzzles on mathematics, computation and games)
- Peter Kronheimer, Tom Mrowka (Knots, three-manifolds and instantons)
- Vincent Lafforgue (Shtukas for reductive groups and Langlands correspondence for function fields)
- Greg Lawler (Conformally invariant loop measures)
- Christian Lubich (Dynamics, numerical analysis and some geometry)
- Alex Lubotzky (High dimensional expanders)
- Carlos Gustavo Moreira (Dynamical systems, fractal geometry and diophantine approximations)
- Assaf Naor (Metric dimension reduction: A snapshot of the Ribe program)
- Andrei Okounkov (On the crossroads of enumerative geometry and geometric representation theory)
- Rahul Pandharipande (Cohomological field theory calculations)
- Peter Scholze (p-adic geometry)
- Sylvia Serfaty (Systems of points with Coulomb interactions)
- Geordie Williamson (Parity sheaves and the Hecke category)
- Lai-Sang Young (Dynamical systems evolving)

## 2022 Virtueller Kongress
- Michel Van den Bergh: Noncommutative crepant resolutions
- Mladen Bestvina: Groups acting on  hyperbolic space – a survey
- Bhargav Bhatt: Algebraic geometry in mixed characteristics
- Kevin Buzzard: The rise of formalism in mathematics
- Frank Calegari: 30 years of modularity: number theory since the proof of Fermat's last theorem
- Tobias Colding: Geometry of PDEs
- Camillo De Lellis: Regular and singular minimal surfaces
- Craig B. Gentry: Homomorphic Encryption
- Alice Guionnet: Random matrices, free probability and the enumeration of maps
- Larry Guth: Decoupling estimates in Fourier analysis
- Svetlana Jitomirskaya: Small denominators and multiplicative Jensen's formula
- David Kazhdan: On the Langlands correspondence of curves over local fields
- Igor Kritschewer: Algebraic-geometric methods in the theory of integrable systems
- Alexander Kusnezow: Homological algebraic geometry
- Frans Pretorius: A survey of gravitational waves
- Laure Saint-Raymond: Dynamics of dilute gases: a statistical approach
- Scott Sheffield: What is a random surface ?
- Kannan Soundararajan: The distribution of values of Zeta- and L-functions
- Catharina Stroppel: The beauty of braids: from knot invariants to higher categories
- Umesh Vazirani: On the complexity of quantum many body systems
- Weinan E: A mathematical perspective of machine learning
- Avi Wigderson: Symmetry, computations and math (or: can {\displaystyle P\neq NP} be proved via gradient descent ?)